# Monts Augusta
Les monts Augusta sont une petite chaîne de montagnes située dans les comtés de Pershing, Churchill et Lander du Nevada.
Le reptile marin fossile Augustasaurus a été découvert dans la formation de Favret, datant du Trias, dans les monts Augusta et doit son nom à cette chaîne montagneuse.